# Eucynortella
Eucynortella is een geslacht van hooiwagens uit de familie Cosmetidae.
De wetenschappelijke naam Eucynortella is voor het eerst geldig gepubliceerd door Roewer in 1912. 

## Soorten
Eucynortella omvat de volgende 14 soorten:
- Eucynortella annulipes
- Eucynortella cryptogramma
- Eucynortella duapunctata
- Eucynortella lineata
- Eucynortella longa
- Eucynortella obscurior
- Eucynortella orbicularis
- Eucynortella panamensis
- Eucynortella pauper
- Eucynortella pumila
- Eucynortella sexpunctata
- Eucynortella signata
- Eucynortella spectabilis
- Eucynortella woodi